# بلاغياري
بلاغياري (Πλαγιάρι) هي بلدة تابعة لبلدية ثيرمي في مقاطعة سالونيك وتقع في منطقة مقدونيا الوسطى، وفقًا للتقسيم الإداري لليونان على النحو الذي شكله برنامج «كاليكراتيس». ترتفع بلاجياري 135 مترًا عن مستوى سطح البحر.

## الجغرافيا والتاريخ
تقع بلاجياري على بعد 22 كم جنوب وسط سالونيك على حدود مطار سالونيك وتمتد حتى الخليج الثيرمى. بعد وضع خطة كاليكراتيس، أصبحت تابعة إداريًا لبلدية ثيرمي وبلغ عدد سكانها الفعلي 5,392 نسمة وفقًا لتعداد 2011.
أطلق عليها اسم أغاثي خلال الفترة البيزنطية. ثم هجرها أهلها واستوطنها المسلمون خلال الفتح العثماني. ظلت قرية مسلمة باسم أوزون علي طوال فترة الحكم التركي وأطلق عليها اسم بلاجياري في عام 1926. طوال فترة الحكم العثماني، كانت ملكًا إداريًا لناحية كالاماريا وماليًا إلى حاسي لوغوس.
بعد تبادل السكان، استقرت في المنطقة 36 عائلة في عام 1922 من بلاجياري وشولاري وأنجيلوكوري في تراقيا الشرقية. أطلق السكان اللاجئون على المستوطنة الجديدة اسم نيو بلاجياري على اسم بلاجياري في شرق تراقيا.
في السنوات الأخيرة، بعد زلزال عام 1978، شهدت بلاجياري تطورًا سكنيًا كبيرًا ونما عدد سكانها بسرعة.